# 查尔斯·柯里
查尔斯·柯里（英語：Charles Currey，1916年2月26日—2010年5月10日），英国男子帆船运动员。他曾代表英国参加1952年夏季奥林匹克运动会帆船比赛，获得单人艇芬兰级银牌。